# Itamar Ben-Gvir
Itamar Ben-Gvir (en hebreo: אִיתָמָר בֶּן גְּבִיר; Mevaseret Sion, 6 de mayo de 1976) es un político y abogado ultraderechista israelí, de ideología supremacista judía y antiárabe, que se desempeñó como ministro de Seguridad Nacional entre 2022 y 2025. Además, es miembro de la Knéset y líder del partido político Otsmá Yehudit (Poder Judío).
Es un político que reside habitualmente en la Cisjordania ocupada por Israel, Ben Gvir ha enfrentado cargos de incitación al odio contra los ciudadanos árabes y es sabido que tenía un retrato en la sala de estar de su casa del terrorista y asesino en serie israelí-estadounidense Baruch Goldstein, quien masacró a 29 musulmanes palestinos e hirió a 125 personas en Hebrón, en la masacre de la Cueva de los Patriarcas de 1994. Ben Gvir supuestamente quitó el retrato después de entrar en política. Ben Gvir también fue condenado anteriormente por apoyar al etnocentrismo, así como por apoyar a un grupo terrorista y supremacista judío ilegalizado conocido como Kach, que propugnaba el kahanismo, una ideología extremista que promueve el sionismo religioso.
Bajo su liderazgo, el partido político Otsmá Yehudit (Poder Judío), un partido que propugna el kahanismo y el antiarabismo, obtuvo seis escaños en las elecciones legislativas israelíes de 2022 y está representado en lo que se ha denominado el gobierno de extrema derecha más duro de la historia del estado de Israel.
Itamar Ben Gvir, ha pedido la expulsión de los ciudadanos árabes israelíes que no sean leales al Estado de Israel. Como abogado, es conocido por defender a colonos judíos radicales en espera de juicio en Israel.
Ben Gvir había sido acusado durante mucho tiempo de ser un provocador, ya que anteriormente dirigió varias visitas al Monte del Templo como activista y miembro de la Knéset, ha protagonizado varias marchas contenciosas a través del Barrio Musulmán de la Ciudad Vieja de Jerusalén y estableció una oficina en el barrio de Sheij Jarrah y ha sido testigo de varios desalojos forzosos de ciudadanos palestinos.El 3 de enero de 2023 visitó el Monte del Templo donde se encuentra la mezquita de Al-Aqsa, lo que provocó una ola internacional de críticas que calificaron su visita al Monte del Templo como una provocación.
El 10 de octubre de 2024, La Comisión Internacional Independiente de Investigación de Naciones Unidas sobre los territorios palestinos ocupados concluyó un informe en el que aseguraba que, durante la guerra de Gaza, los menores palestinos detenidos por Israel muchos de ellos regresan «gravemente traumatizados», víctimas de un «maltrato institucionalizado» bajo las órdenes del ministro de Seguridad Nacional de Israel, Itamar Ben Gvir.
Desde junio de 2025 se encuentra sancionado por los gobiernos de Reino Unido, Canadá, Australia, Nueva Zelanda, Países Bajos y Noruega por «incitar a la violencia» contra los palestinos, en particular en Cisjordania.

## Biografía
Itamar Ben-Gvir nació en Mevaseret Sion. Su padre nació en Jerusalén siendo hijo de inmigrantes judíos iraquíes. Ben Gvir trabajó en una empresa expendedora de gasolina e incursionó en la escritura. Su madre era una inmigrante judía kurda que había estado activa en la organización Irgún cuando era adolescente y era ama de casa. Su familia inicialmente era laica, pero cuando era adolescente adoptó algunos puntos de vista religiosos y de derecha radical durante la Primera Intifada. Primero se unió a un movimiento juvenil sionista de derechas, afiliado al partido Moledet, un partido de extrema derecha religiosa que abogaba por expulsar a los ciudadanos árabes de Israel, Ben Gvir posteriormente se unió al movimiento juvenil del partido supremacista Kach y al grupo Kahane Chai (Kahane vive), todavía más radical, que finalmente fue ilegalizado por el gobierno israelí.Se convirtió en coordinador de jóvenes del partido ilegalizado Kach y afirmó que fue detenido a los 14 años. Cuando alcanzó la mayoría de edad para realizar el servicio militar obligatorio en las Fuerzas de Defensa de Israel (FDI) a los 18, las FDI lo eximieron de llevar a cabo el servicio militar debido a sus antecedentes políticos de extrema derecha radical.
Ben-Gvir siguió estando asociado con el kahanismo,del cual se dice que su partido, Otsmá Yehudit (Poder judío), es uno de los sucesores ideológicos del Rabino Meir Kahane.En la década de 1990 participó activamente en las protestas contra los Acuerdos de Oslo. En 1995, pocas semanas antes del asesinato del primer ministro Isaac Rabin, Ben-Gvir llamó la atención del público por primera vez cuando apareció en televisión blandiendo el emblema de un Cadillac que había sido robado del automóvil de Rabin y declaró: "Llegamos a su coche, y llegaremos a él también". Sin embargo, cuando formó el partido Otsmá Yehudit, afirmó que su partido no sería un nuevo partido Kach, Kahane Chai ni un grupo disidente.Llevó a cabo una serie de actividades de extrema derecha que han resultado en decenas de acusaciones. En una entrevista en noviembre de 2015, afirmó haber sido acusado 53 veces.En la mayoría de los casos, los cargos fueron desestimados por los tribunales.
Ben-Gvir está casado con Ayala Nimrodi, una pariente lejana de Ofer Nimrodi, el antiguo propietario del diario Maariv. La pareja tiene cinco hijos y viven en el asentamiento israelí de Kiryat Arba, en Hebrón.

## Carrera política
Ben-Gvir fue asistente parlamentario en el 18.º Knéset de Michael Ben-Ari. El 23 de julio de 2017, formó parte del liderazgo de una protesta que incluyó a decenas de personas frente a la oficina del primer ministro en Jerusalén. La protesta fue realizada tanto por Lehava como por Otsmá Yehudit.
El 25 de febrero de 2019, Ben-Gvir dijo que los ciudadanos árabes de Israel que no fueran leales a Israel «deben ser expulsados». Ben-Gvir tenía una foto de Baruch Goldstein, quien masacró a 29 musulmanes en la Tumba de los Patriarcas en 1994, colgada en su casa; la eliminó en preparación para las elecciones legislativas israelíes de 2020 con la esperanza de que se le permitiera postularse en la lista de derecha unificada encabezada por Naftalí Bennett.
Ben-Gvir había planeado postularse para un escaño en la Knéset en las elecciones legislativas israelíes de septiembre de 2019 en el primer puesto de una lista electoral combinada de Noam/Otsmá Yehudit, aunque los dos partidos se dividieron por la inclusión de Otsmá de un candidato secular en la lista combinada (con la que Noam no estuvo de acuerdo). Ben-Gvir estaba en el tercer puesto de una lista conjunta que incluye a Otsmá Yehudit, Noam y el Partido Sionista Religioso que participó en las elecciones legislativas israelíes de 2021. Fue elegido miembro de la Knéset cuando la alianza obtuvo seis escaños.
En mayo de 2021, se informó que frecuentaba el barrio de Sheij Yarrah en Jerusalén Este, en una muestra de solidaridad con los colonos judíos que viven allí.

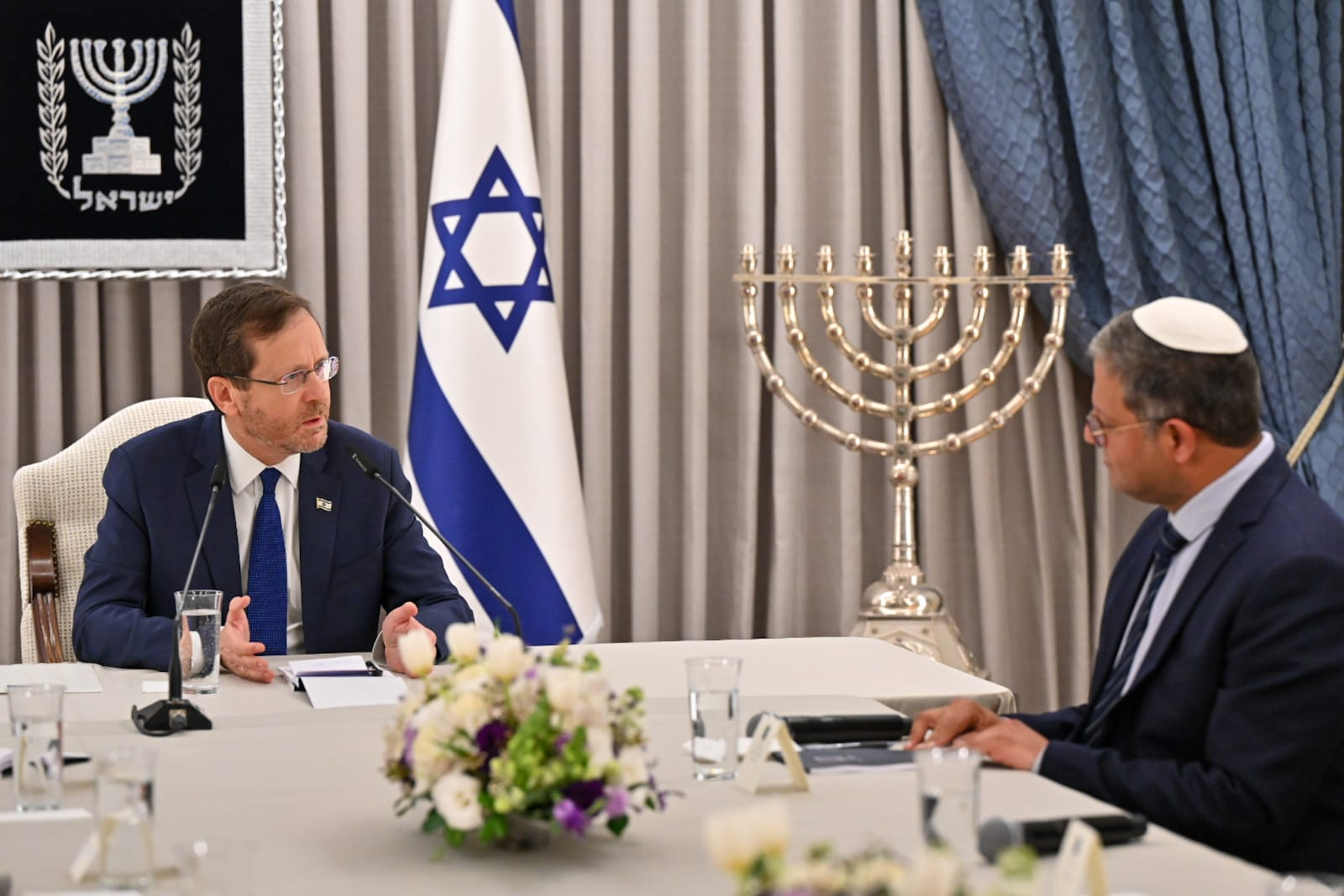
Ben-Gvir con el presidente israelí Isaac Herzog, 10 de noviembre de 2022

En las elecciones legislativas israelíes de 2022, el partido de Ben-Gvir tuvo un éxito sin precedentes, más que duplicando sus votos de las elecciones legislativas israelíes de 2022, convirtiéndose así en el tercer partido más grande en la 25.ª Knéset. Ben-Gvir y su partido son parte integral del nuevo gobierno dirigido por Netanyahu. Ben-Gvir encabeza el recién creado Ministerio de Seguridad Nacional, cuyas funciones incluyen la supervisión de la Policía de Fronteras de Israel en Cisjordania.
El 26 de enero de 2024 acusó a la Corte Internacional de Justicia de antisemitismo tras su sentencia en el caso Sudáfrica contra Israel. Después de que la policía militar israelí visitara en julio de 2024 el campo de detención de Sde Teiman para detener a nueve soldados israelíes sospechosos de torturas y abusos agravados de un prisionero palestino, Ben-Gvir condenó el procesamiento de los soldados como «vergonzoso» y pidió que «las autoridades militares respalden a los combatientes... Los soldados necesitan tener todo nuestro apoyo». Varios informes indican que, desde los ataques liderados por Hamás contra Israel el 7 de octubre de 2023, los malos tratos y las torturas se han convertido en una parte integral de la detención de prisioneros palestinos por parte de Israel, bajo el mando de Ben-Gvir.
El 17 de enero de 2025, Ben-Gvir celebró una conferencia de prensa en la que anunció su intención de dimitir como ministro y retirar a su partido, Otzma Yehudit, de la coalición si el gobierno aceptaba la propuesta de alto el fuego entre Israel y Hamás. Después de que el Gobierno de Israel aceptara la propuesta de alto el fuego, Ben-Gvir dimitió de su puesto junto con los ministros de su partido cuando el alto el fuego entró en vigor el 19 de enero de 2025.

## Carrera legal
Ben-Gvir a veces se representó a sí mismo durante sus muchas acusaciones y, por sugerencia de varios jueces, decidió estudiar derecho. Ben-Gvir estudió derecho en el Colegio Académico de Ono. Al final de sus estudios, el Colegio de Abogados de Israel le impidió tomar el examen de abogacía debido a sus antecedentes penales. Ben-Gvir afirmó que la decisión tenía motivaciones políticas. Después de una serie de apelaciones, esta decisión fue revocada, pero se dictaminó que Ben-Gvir primero tendría que resolver tres casos penales en los que estaba acusado en ese momento. Después de ser absuelto en los tres casos de cargos que incluían celebrar una reunión ilegal y molestar a un funcionario público, a Ben-Gvir se le permitió tomar el examen. Pasó los exámenes escritos y orales, y se le concedió una licencia para ejercer la abogacía.
Como abogado, Ben-Gvir ha representado a una serie de activistas judíos de extrema derecha sospechosos de terrorismo y crímenes de odio. Los clientes notables incluyen a Ben-Zion Gopstein y dos adolescentes acusados en el ataque incendiario de Duma. Haaretz describió a Ben-Gvir como el "hombre a quien recurrir" para los extremistas judíos que enfrentan problemas legales, e informó que su lista de clientes "se lee como un 'Quién es quién' de sospechosos en casos de terrorismo judío y crímenes de odio en Israel". Ben-Gvir también es el abogado de Lehava, una organización antiasimilación israelí de extrema derecha que se opone activamente a los matrimonios mixtos de judíos con no judíos, y ha demandado al waqf.
Ben-Gvir dice que su trabajo como abogado de activistas judíos de extrema derecha está motivado por el deseo de ayudarlos, y no por dinero.

## Sanciones internacionales
El 10 de junio de 2025, los gobiernos del Reino Unido, Canadá, Australia, Nueva Zelanda y Noruega sancionaron al ministro de Seguridad Nacional y colono en Cisjordania, Itamar Ben-Gvir, y el ministro de Finanzas, Bezalel Smotrich. Las sanciones implican la congelación de todos sus activos, la prohibición de entrar en dichos países y el veto de ocupar un puesto directivo en una empresa de los países sancionadores. Según el comunicado emitido por dichos gobierno, los ministros israelíes «han incitado a la violencia extremista y a abusos graves de los derechos humanos de los palestinos». «La retórica extremista pidiendo el desplazamiento forzoso de los palestinos y la creación de más asentamientos israelíes es espantosa y peligrosa». Además exigieron que «El Gobierno israelí debe cumplir con sus obligaciones según la legislación internacional y le pedimos que tome acciones significativas para tener con la retórica extremista, violencia y expansionista».
El 29 de julio, el Gobierno de los Países Bajos prohibió la entrada al país al ministro de Finanzas israelí, Bezalel Smotrich, y al ministro de Seguridad Nacional, Itamar Ben-Gvir, calificándolos de personas no gratas por sus repetidos llamamientos a la «violencia contra la población palestina, abogó persistentemente por la expansión de los asentamientos ilegales y pidió la limpieza étnica en la Franja de Gaza».

## Controversias

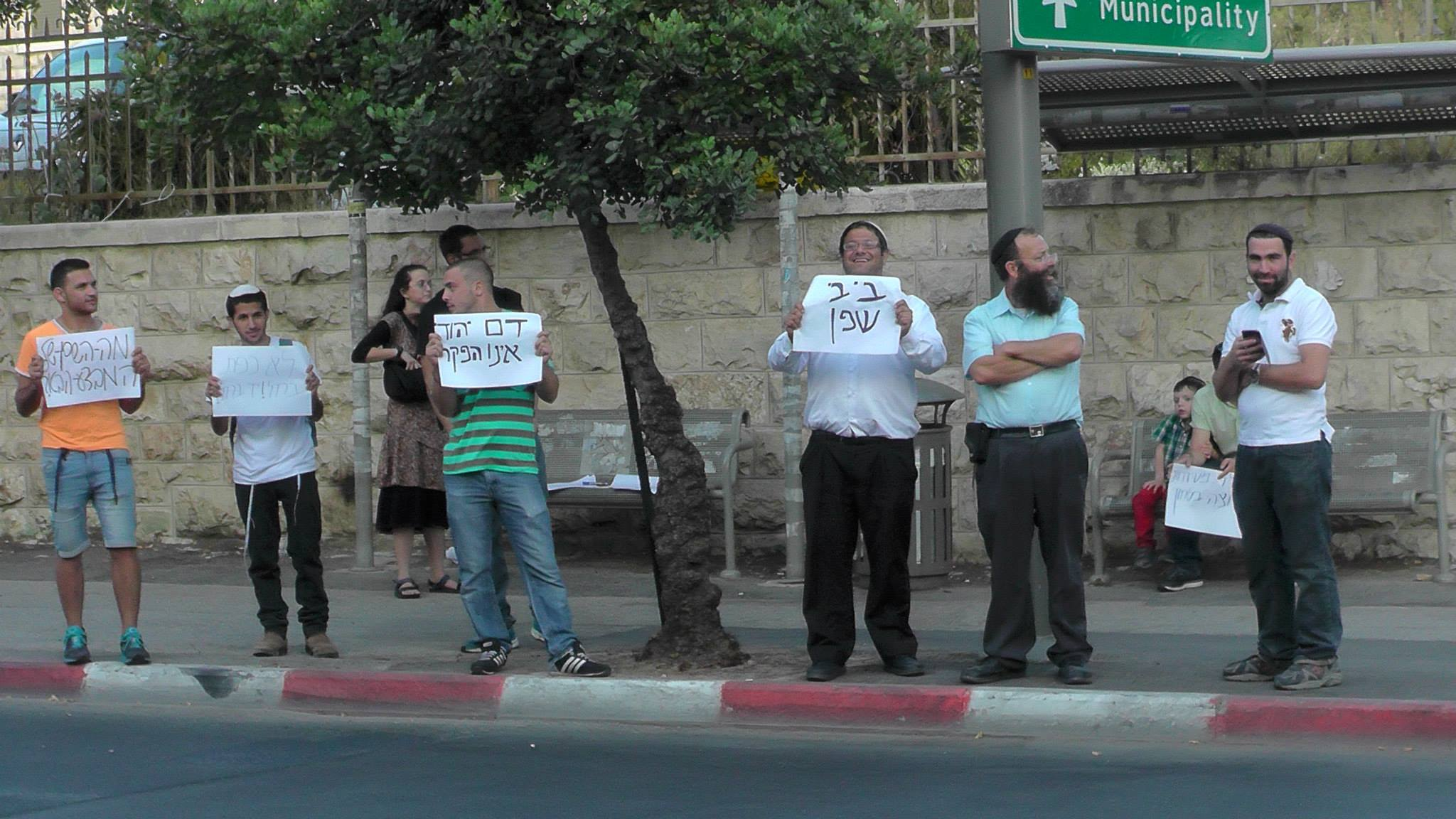
Ben Gvir manifestándose contra el alto el fuego en Gaza durante el Conflicto en Gaza de 2014.

Ben Gvir, un extremista que ha enfrentado docenas de cargos de discurso de odio contra los árabes, tenía un retrato en su sala de estar del terrorista israelí-estadounidense Baruch Goldstein, quien en 1994 masacró a 29 fieles musulmanes palestinos e hirió a otros 125 en Hebrón, en lo que se conoció como la masacre de la Tumba de los Patriarcas. Se quitó el retrato después de ingresar a la política. En 1995, amenazó al entonces primer ministro israelí Isaac Rabin —quien fue asesinado dos semanas después— diciéndole "llegamos a su auto, y lo alcanzaremos a él también", luego de haberle robado un adorno de automóvil de su Cadillac.
En octubre de 2021, Ben-Gvir y el líder de la Lista Conjunta, Ayman Odeh, tuvieron una confrontación física durante una visita al Centro Médico Kaplan para ver a Miqdad Qawasmeh, un agente de Hamás que había estado en huelga de hambre durante más de tres meses de su detención administrativa. Ben-Gvir se mostró en contra de que Qawasmeh fuera tratado en un hospital israelí y afirmó que lo había visitado para comprobar las condiciones del detenido, así como para "ver de cerca este milagro de que una persona sigue viva a pesar de no comer durante varios meses". Cuando Ben-Gvir intentó ingresar a la habitación de Qawasmeh, acusó a Odeh de ser un terrorista por apoyar a extremistas como Qawasmeh. Entonces Odeh lo golpeó primero, empujando a Ben-Gvir, y los dos comenzaron a pelearse antes de ser separados por los transeúntes. Ben-Gvir posteriormente presentó una denuncia contra Odeh, alegando que había «cometido un acto delictivo grave».
En diciembre de 2021, Ben-Gvir fue investigado después de que apareció un video de él apuntando con una pistola a los guardias de seguridad árabes durante una disputa de estacionamiento en el garaje subterráneo del centro de conferencias Expo Tel Aviv. Los guardias le pidieron a Ben-Gvir que moviera su vehículo porque estaba estacionado en un espacio prohibido. Luego sacó una pistola y la apuntó a los guardias. Ambas partes se burlaron y Ben-Gvir afirmó que sentía que su vida estaba en peligro. Los guardias estaban desarmados. Fue criticado por los legisladores que se le oponen y el incidente fue investigado.

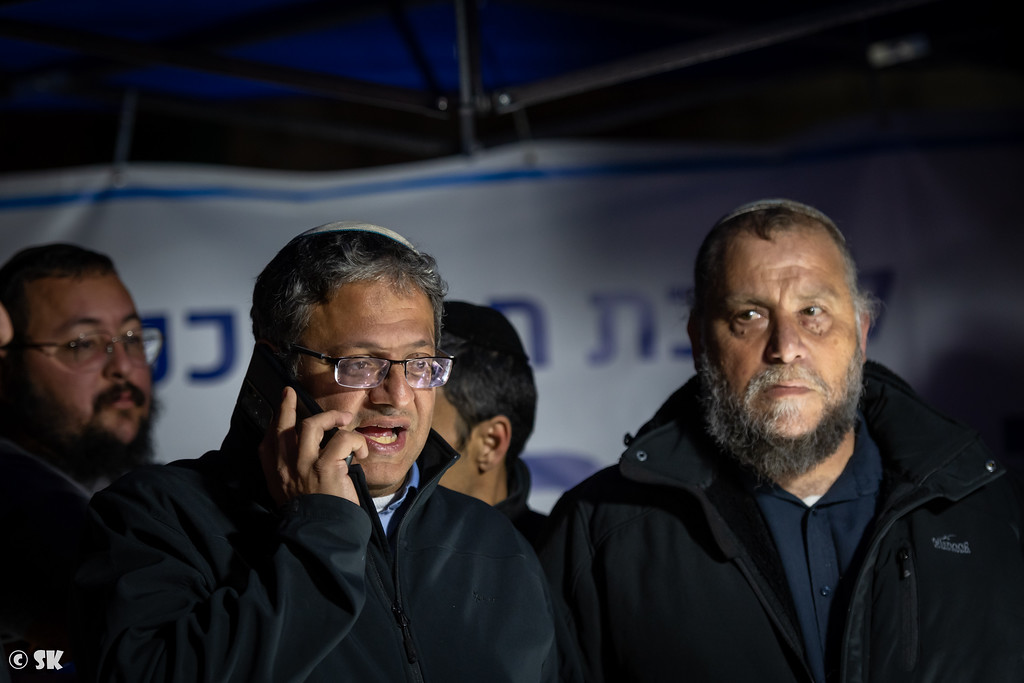
Itamar Ben Gvir y el activista político de derecha radical Bentzi Gopstein en Sheij Yarrah en febrero de 2022.

En enero de 2022, se incrementó su nivel de seguridad. Debido a las frecuentes amenazas de muerte, Ben-Gvir está acompañado por varios guardias de seguridad en público y se toman medidas de seguridad adicionales para garantizar su seguridad.
El 13 de octubre de 2022, en el barrio Sheij Yarrah de Jerusalén Este, Ben-Gvir participó en los enfrentamientos entre los colonos judíos israelíes y los residentes palestinos locales, blandiendo un arma y diciéndole a la policía que disparara a los palestinos que arrojaban piedras en el lugar y gritándoles que «aquí somos los caseros, recuerden que yo soy su casero». Este fue un mensaje que luego repitió en un tuit la mañana posterior a las elecciones de 2022 en su tuit de victoria.

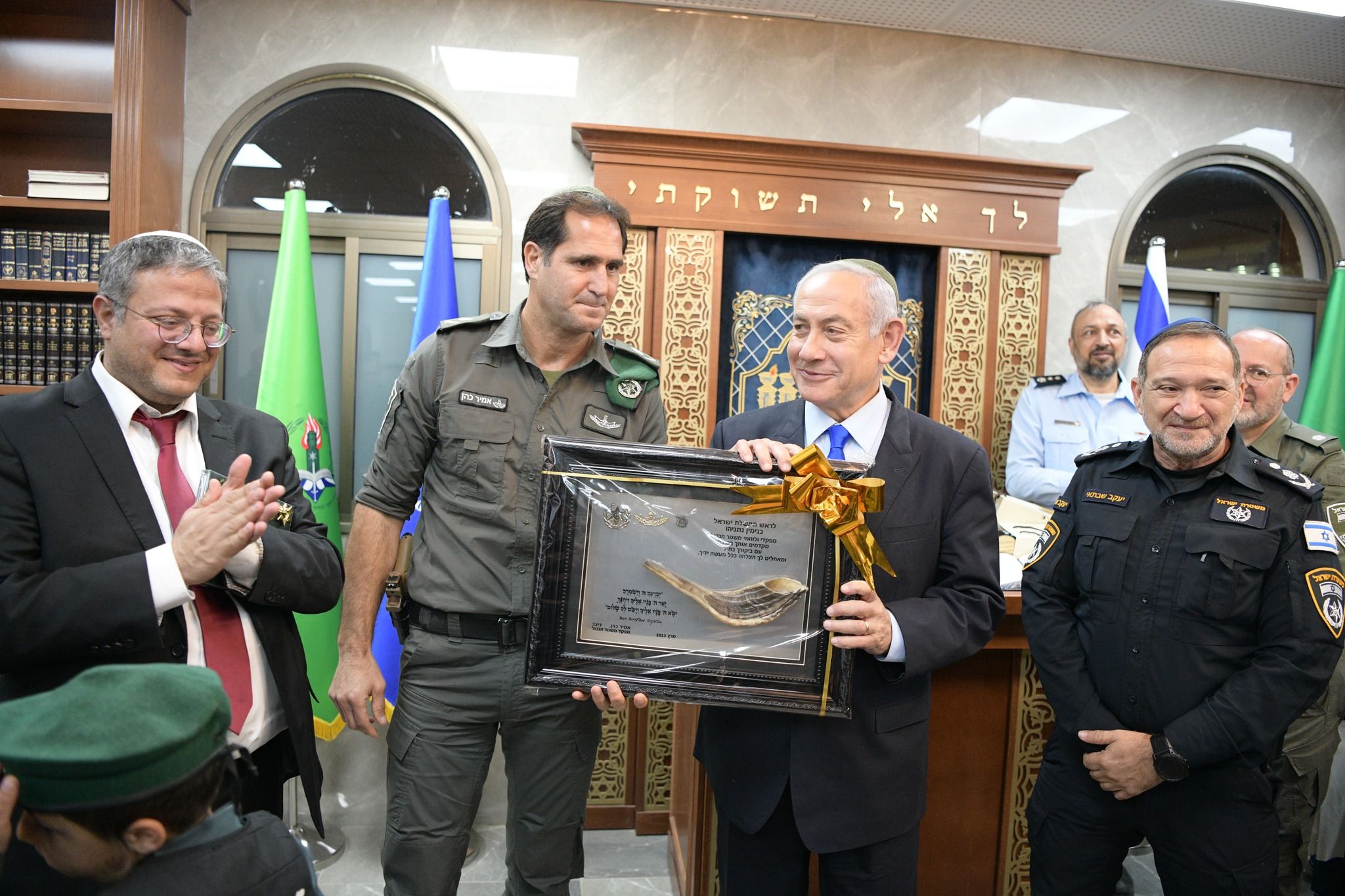
Ben-Gvir con el primer ministro israelí Benjamin Netanyahu, 6 de marzo de 2023

El 3 de enero de 2023, Ben Gvir, como ministro de seguridad nacional, visitó el Monte del Templo, lo que provocó una ola de críticas internacionales de los Estados Unidos, la Unión Europea y los países árabes, incluidos Jordania, Egipto, Arabia Saudita y los Emiratos Árabes Unidos, que calificó su visita de provocativa y pidió a Israel que respetara el statu quo de los lugares sagrados. Ben Gvir había sido acusado durante mucho tiempo de ser un provocador, ya que anteriormente dirigió varias visitas al Monte del Templo como activista y miembro de la Knéset, marchas contenciosas a través del Barrio Musulmán de la Ciudad Vieja de Jerusalén y estableció una oficina en el barrio Sheij Yarrah que fue testigo de tensiones entre israelíes y palestinos.
En mayo de 2023, la Unión Europea canceló un evento diplomático con motivo del Día de Europa en Israel debido a la participación prevista de Ben-Gvir. También se informó que, desde la llegada al poder del gobierno de Netanyahu en 2022, «representantes oficiales de muchos países europeos, que mantienen fuertes relaciones con Israel, se han negado a reunirse con el Sr. Ben-Gvir y su colega ultranacionalista, el ministro de Finanzas Bezalel Smotrich».
A principios de octubre de 2023, tras el arresto de cinco judíos ultraortodoxos haredim por escupir a cristianos y fuera de las iglesias, Ben-Gvir dijo que «no se trataba de un caso penal» tras los arrestos. Antes de entrar en política, defendió que los judíos escupieran a los cristianos como una «antigua costumbre judía». Después del ataque de Hamás a Israel en octubre de 2023, Ben Gvir dijo que «Israel está experimentando uno de los acontecimientos más difíciles de su historia. Este no es el momento para preguntas, pruebas e investigaciones».
En marzo de 2024, después de que el Ejército de Israel disparara contra una multitud de civiles palestinos que trataban de conseguir alimentos de un convoy humanitario, lo que provocó la muerte de más de 112 civiles palestinos y al menos 760 resultaron heridos, Itamar Ben-Gvir, elogió al ejército israelí diciendo: «Debemos brindar apoyo total a nuestros heroicos combatientes que operan en Gaza, quienes actuaron de manera excelente contra una turba de Gaza que intentó dañarlos». Posteriormente pidió detener la entrada de ayuda humanitaria a la Franja de Gaza ya que, «pone en peligro» la vida de los soldados. «Hoy se ha demostrado que la transferencia de ayuda humanitaria a Gaza no sólo es una locura mientras nuestros secuestrados están retenidos en la Franja en condiciones deficientes, sino que también pone en peligro a los soldados de las fuerzas israelíes».
En abril de 2024, solicitó la instauración de la pena de muerte para los presos palestinos como «solución» a la superpoblación en las cárceles debido a las masivas detenciones realizadas por el Ejército israelí desde que comenzó la guerra el 7 de octubre.

Me alegro de que el Gobierno haya aprobado mi propuesta que permitiría a las Fuerzas de Defensa de Israel (FDI) construir 936 (en total 1600) plazas adicionales para presos de seguridad. (...) La pena de muerte para los terroristas es la solución correcta al problema del encarcelamiento, hasta entonces, estoy contento de que el Gobierno haya aprobado la propuesta que traje.

El 14 de mayo, en el curso de una manifestación en la ciudad de Sederot, organizada para reclamar al Gobierno la ocupación de la Franja de Gaza una vez finalice la guerra. Ben-Gvir, pidió nuevamente a Netanyahu, que fomente los asentamientos en la Franja de Gaza y fuerce a los palestinos a una «migración voluntaria» afirmando que «¡Es moral! ¡Es racional! ¡Es lo correcto! ¡Es la verdad! ¡Es la Torá y el único camino! Y sí, también es humanitario».